# Zwedru
Zwedru je hlavní město regionu Grand Gedeh, jednoho z 15 krajů v Libérii. Podle sčítání v roce 2008 zde žilo 23 903 lidí.
Město leží poblíž hranic s Pobřežím slonoviny.